# Doba (Ungheria)
Doba è un comune dell'Ungheria di 586 abitanti (dati 2001). È situato nella contea di Veszprém.